# 帯 (柔道)

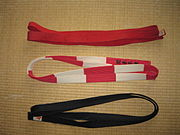
柔道の段帯

帯（おび）は、柔道における上衣を留めるものでもあり、段級位を表すものでもある。

## 概要
柔道では段級位制を採用している。これは、数字の大きい級位から始まり、上達につれて数字の小さな級位となり、初段の上はまた数字の大きな段位になってゆくものである。
初段を黒帯としていて、これは広く知られ、「クロオビ」は英語圏でも通用する単語となっていて、米国では黒帯を英訳した『Black Belt』という雑誌も発行されている。有段者が黒い帯をしめるのは、嘉納治五郎が道着の白に映える色として黒を選んだためである。
初段の試験に合格した時点で正式に講道館への入門を認められ、会員証が発行されると共に黒帯の着用が認められる。

## 歴史
江戸時代柔術が百以上の流派に分かれていた。その頃には、帯は上衣を止めるものでしかなく、段級位は関係なかった。
1882年嘉納治五郎が講道館柔道を創設し、門下生が集まってきて傑出した人材がでてくるようになると、有段者に黒帯を締めさせるようにしたのがはじまりである。
級位・有級者における白帯以上黒帯未満の色帯の使用は、1906(明治39)年に大日本武徳会柔術(柔道)部門が大日本武徳会柔術講習員等級及進級規程において最も早く導入し、1914(大正3）年に講道館にて少年柔道に使用され、海外においてはイギリス柔道の父小泉軍治やフランス柔道の父川石酒造之助も採用した。

## 段級位と帯色
成年部（原則13歳以上）の場合の帯と段級位の関係は以下のようになっている。
| 段位                     | 帯の色   |
| 4級以下                  | 白帯     |
| 1～3級                   | 茶帯     |
| 初段～五段               | 黒帯     |
| 六段～八段（女子は七段） | 紅白帯   |
| 九段（女子は八段）～十段 | 紅(赤)帯 |

六段以上は黒帯でも構わない。

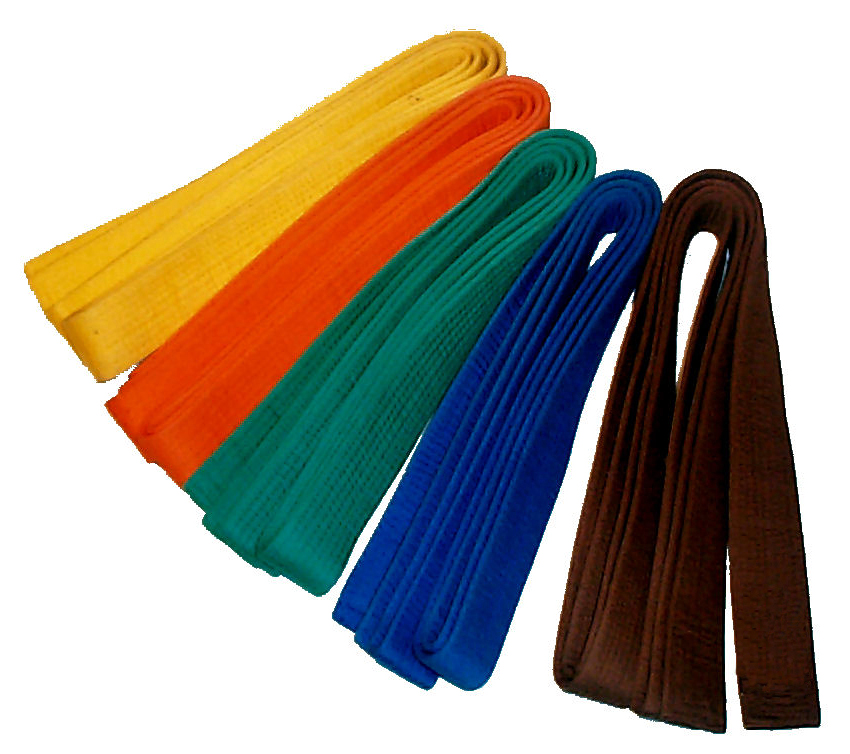

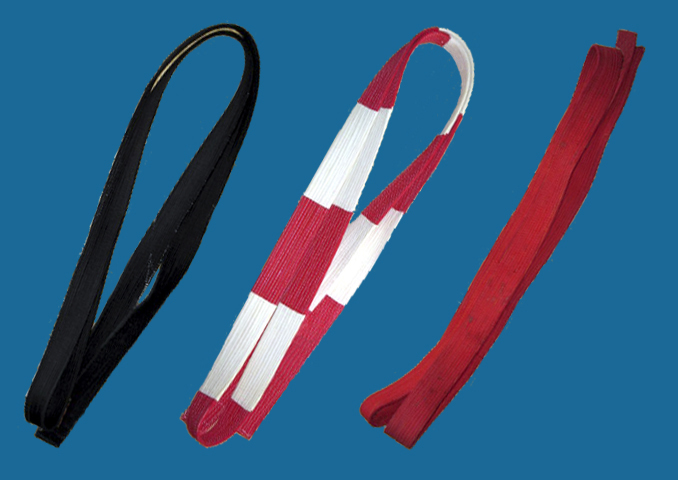

なお、オリンピックなどの柔道の世界大会には黒帯の者しか出場しないが、これは現役の柔道家が六段以上に到達していないことによるものであると同時に、仮に六段以上であっても大会への出場者は黒帯でなければならないと規定されているためである。六段以上が黒帯でも構わないのはこのことに関係している。
初段を取得するためには14歳以上である必要があるため、14歳未満の場合は下記のようになる。4級以下については、道場によって違いもある。
| 段位   | 帯の色 |
| 初心者 | 白帯   |
| 5級    | 黄帯   |
| 4級    | 橙帯   |
| 3級    | 緑帯   |
| 2級    | 紫帯   |
| 1級    | 茶帯   |

道場によっては青帯を使用している場合もあり。

## 女子の帯

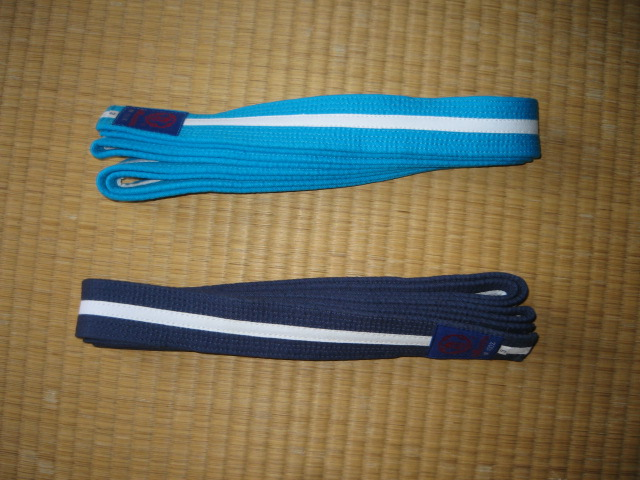
講道館の女子用帯

講道館の女子有段者は1/5幅の白線入り黒帯を用いてきたが、1999年のIJF理事会で差別的と見なされてIJF主催の国際大会での使用は禁止され、男子と同じ黒帯のみが用いられることになった。国内大会では白線入り黒帯が従来通り用いられている。しかしながら、2016年からは全日本学生柔道連盟主催の大会では女子も男子と同様の黒帯が用いられることになった。2017年11月の講道館杯から白線入り黒帯を廃止することに決めた。これにより国内の大会で女子も男子と同じ黒帯を用いることになる。